# Avenue Victor Tahon
L'avenue Victor Tahon est une rue bruxelloise de la commune d'Auderghem qui relie l'avenue Cardinal Micara à la chaussée de Tervueren sur une longueur de 150 mètres.

## Historique et description
Sur Auderghem, Victor Tahon écrivit différentes œuvres, surtout en relation avec Val-Duchesse et  Sainte-Anne. Il fit partie du cercle des Amis de Valduchesse.
En 1926, une nouvelle voie publique reliant l’ avenue Cardinal Mercier (devenue aujourd’hui avenue Cardinal Micara) à la chaussée de Tervueren fut ouverte. Le collège échevinal lui donna le nom de cet homme qui avait écrit sur Auderghem avec tant de savoir et d’autorité.
- Premier permis de bâtir délivré le 13 juillet 1939, pour le no 11.